# Красњани
Красњани (слч. Krasňany) насељено је мјесто са административним статусом сеоске општине (слч. obec) у округу Жилина, у Жилинском крају, Словачка Република.

## Становништво
| Година:    | 1994. | 2004.    | 2014.    | 2024.    |
| ---------- | ----- | -------- | -------- | -------- |
| Број људи: | 1118  | 1231     | 1466     | 1669     |
| Разлика:   |       | +10,10 % | +19,09 % | +13,84 % |

| Година:    | 2023. | 2024.   |
| ---------- | ----- | ------- |
| Број људи: | 1660  | 1669    |
| Разлика:   |       | +0,54 % |

Према подацима о броју становника из 2024. године насеље је имало 1669 становника.